# Kulturno umjetničko društvo "Marof"
Kulturno-umjetničko društvo "Marof" iz Novog Marofa osnovano je 1980. godine. 
U društvu djeluje folklorna sekcija, tamburaška sekcija s vokalnim solistom te ritmička sekcija. U rad društva je uključeno pedesetak članova, a u svom plesnom repertoaru društvo ima plesove iz cijele Hrvatske.
U 20-ak godina postojanja članovi društva izveli su više od 300 nastupa u Hrvatskoj, a bili su i na brojnim gostovanjima u inozemstvu.
Osim sudjelovanja na gotovo svim hrvatskim folklornim festivalima, poput "Vinkovačkih jeseni", "Đakovačkih vezova", "Daruvarskih susreta" te plesnim smotrama u Zagrebu i Varaždinu, društvo bilježi i mnogobrojne cjelovečernje koncerte u mnogim hrvatskim gradovima.
Članovi društva bili su sudionicima i uglednih festivala u inozemstvu, pa tako valja izdvojiti višestruko gostovanje na Europskom folklornom festivalu u Austriji te Međunarodnom folklornom festivalu "Fete du Houblon" u Francuskoj, a gostovali su i u Sloveniji, Slovačkoj, Njemačkoj, Makedoniji, Švedskoj, Španjolskoj, Italiji i drugdje ...

## Vanjske poveznice
Službena stranica KUD-a "Marof"  Arhivirana inačica izvorne stranice od 25. lipnja 2007. (Wayback Machine)